# Érase una vez... (pel·lícula)
Érase una vez... és una pel·lícula d'animació catalana dirigida per Alexandre Cirici-Pellicer basada en la Ventafocs, que no va poder tenir aquest títol perquè aquest mateix any es va realitzar la versió de Disney. És considerada per alguns autors com la Ventafocs d'Escobar, ja que aquest dibuixant i animador va disposar de llibertat a l'hora de redactar el guió i participar en la creació de tots els personatges a excepció de la Ventafocs i el príncep.

## Sinopsi
Un comte i la seva jove filla viuen al castell d'Aubanel. La comtessa, bella i bondadosa, és respectada i estimada per tots els éssers que l'envolten. No obstant això, després de quedar òrfena de mare, arriba al castell la seva nova madrastra, acompanyada de les dues filles i el servent. La comtessa, que prendrà el nom de la Ventafocs, s'ha d'afrontar als maltractaments de la nova família en marxar el seu pare de viatge. Els vassalls intentaran acudir a la seva ajuda en vestir-se de fantasmes i buscar una poció màgica per espantar els no benvinguts. Tanmateix, serà la seva padrina màgica la que, per una nit, us permetrà contactar amb un món de somnis i, alhora, enamorar-se d'un príncep.

## Producció
Després de la dissolució de Dibujos Animados Chamartín, els germans Baguñá creen amb Josep Benet la productora Estela Films per realitzar llargmetratges d'animació en color. A aquesta empresa s'unirien els antics treballadors de Dibujos Animados Chamartín. El seu primer projecte va ser l'adaptació de l'obra de Charles Perrault Cendrillon ou La petite pantoufle de vair. Van coincidir amb la versió de Disney però, segons va explicar Benet, Disney va registrar abans el projecte i no els va permetre usar el mateix títol ni cap de semblant. Això els va obligar a canviar el títol de La Ventafocs pel d'Érase una vez....
El director triat per Estela Films per dur a terme el projecte va ser Alexandre Cirici-Pellicer. Josep Benet el va escollir per la seva formació artística. Com que havia estudiat arqueologia i història de l'art, el va triar també com a director artístic. El director d'animació va ser Josep Escobar, creador de Carpanta i Zipi i Zape i inventor del Cinema Skob, que tenia àmplia experiència en el camp de l'animació. Tots dos directors també es van encarregar del guió.
La realització comença l'1 de març de 1949 amb un total de 97 empleats. Seguint la història de la Ventafocs de Perrault, es va realitzar un primer guió, que posteriorment Josep Escobar va modificar afegint nous personatges i passatges còmics, una habilitat que provenia de la seva feina com a ninotaire. Després de finalitzar el guió, Escobar va ambientar la pel·lícula a l'època medieval. Quan Alexandre Cirici-Pellicer va entrar al projecte, va proposar situar-la al Renaixement, al quattrocento, una època que com a crític d'art coneixia molt bé. Els esbossos van ser realitzats per Escobar i Cirici en col·laboració amb Enrique Ferrán, que era l'encarregat del departament de decorats. La secció de Ferrán estava formada pel mateix Ferrán juntament amb Melcior Niubó i Enrique Sanchís, entra d'altres, i entre tots s'encarregarien d'executar-los.
Per a l'ambientació es van seguir els cànons pictòrics del Quatrocento i pintures lluminoses de l'època, i, a nivell arquitectònic, apareixen en el metratge tant obres catalanes com del quatrocento. Cirici-Pellicer es va inspirar en les miniatures del llibre que Paul Limbourg va fer al Duc de Berry, en les del francès Jean Fouquet o Vittorio Carpaccio. En canvi, l'arribada de l'amor l'emmarca en l'estètica mediterrània d'un Bellini o un Mantegna. Escobar va demanar no realitzar els personatges de Ventafocs i el príncep, dos personatges de factura realista, per la qual cosa Cirici va decidir encomanar aquesta tasca a Juan Ferrándiz. Josep Escobar va crear els altres personatges, amb trets més caricaturescs, com el gat Ulisses, el mag Murgo, que té una retirada a Carpanta, o el rodanxó Scariot. L'encarregat dels efectes d'animació va ser Frederic Sevillano.
La música va ser realitzada per Rafael Ferrer-Fitó i va ser interpretada per l'orquestra simfònica de Ràdio Nacional d'Espanya a Barcelona, cobla Barcelona, cobla Mollins i orquestra de jazz a més de diversos conjunts musicals com el Quartet Vocal Orpheus.

## Recepció
La seva estrena el 18 de desembre de 1950 als cinemes Publi de Barcelona i tres dies després als Actualidades de Madrid va coincidir amb l'emissió de la Ventafocs. Això va fer que els crítics de l'època comparessin ambdues pel·lícules: van trobar tècnicament millor l'obra de Disney però a nivell d'ambientació i vestuari era superior la pel·lícula espanyola. La pel·lícula va aconseguir una menció d'honor a la XI Mostra Cinematogràfica de Biennale de Venècia i va ser declarada d'interès nacional pel sindicat nacional de l'espectacle. Malgrat això no es va recuperar el capital invertit, fet que va comprometre el segon projecte de la productora anomenat Viatge Fantàstic i va comportar la dissolució de l'equip.

## Restauració
Després de la Mostra de Venècia, la pel·lícula Érase una vez... va quedar supeditada al pas del temps i el deteriorament que aquest comporta. No obstant això, al centenari del cinema es va escollir aquest film com un dels 100 millors del cinema espanyol i, en conseqüència, la Filmoteca de Catalunya va començar el seu procés de recuperació i restauració, liderat per Luciano Berriatúa, investigador i restaurador, la productora La Bèstia Produce i la Rosa Cardona (conservadora de la Filmoteca), amb el suport del Centre de Conservació i Restauració de la mateixa Filmoteca.
La restauració va ser un procediment llarg i complex per aquells que van dur-la a terme. La dificultat de fer còpies a color, la prohibició del suport nitrat de cel·lulosa i la ja esmentada coincidència històrica amb l'estrena de Disney van desencadenar la pèrdua dels escassos materials, negatius i còpies de 35 mm acolorits existents. Només es conservaven materials de 16 mm en blanc i negre, obtingudes als anys 1960 de poca qualitat fotogràfica a causa de les lesions per les nombroses projeccions a què han estat sotmeses. D'aquesta manera, es va haver d'escanejar cada fotograma amb overscan per tal de conservar també la banda de so.
La conservació de la banda sonora, aconseguida a partir del mateix cel·luloide de 16 mm, va estar formada per dues etapes: la transcodificació i la reducció màxima de soroll sense alterar la música original.
Durant el desenvolupament de la restauració, van ser trobats i adquirits alguns dels fotogrames originals del film. Aquest esdeveniment, juntament amb àlbums i dibuixos sobre el llargmetratge que també es mantenen, va permetre redirigir el projecte vers una inserció de color més coherent amb la versió original. La recerca i recuperació d'aquests colors va suposar un procés de set anys realitzat per Isabel Benavides i Luciano Berriatúa.
Finalment, la renovació d'Érase una vez... va durar un total de vuit anys: del 2014 al 2022. Félix Tusell, net del productor i hereu d’Estela Films, va ajudar en la comercialització i divulgació per circuits culturals. La seva recuperació es va celebrar projectant la versió rehabilitada al Festival de San Sebastián de 2022. A més a més, va ser projectada el Dia Mundial del Patrimoni Cinematogràfic (27 d'octubre) el mateix any a la Filmoteca de Catalunya.